# (60558) Equeclo
Equeclo es el cuerpo menor del sistema solar número 60558 que orbita en el sistema solar exterior entre las órbitas de Saturno y Urano. Fue descubierto el 3 de marzo de 2000 por Spacewatch desde el Observatorio Nacional de Kitt Peak de Estados Unidos.
Como ocurrió con (2060) Quirón, inicialmente se le consideró un asteroide con la designación provisional 2000 EC98. Las observaciones realizadas en 2001 por Rousselot y Petit desde el Observatorio de Besanzón de Francia no mostraron evidencias de actividad como cometa, pero a finales de diciembre de 2005 se le detectó una coma. Actualmente se clasifica como un planetoide y un cometa, por lo que también es conocido por la designación cometaria 174P/Equeclo.
Debe su nombre a Equeclo, un centauro de la mitología griega.

## Historia

### Descubrimiento
Equeclo fue descubierto el 3 de marzo de 2000 por astrónomos del proyecto Spacewatch desde el Observatorio Nacional de Kitt Peak de Estados Unidos. Fue inicialmente designado como 2000 EC98.

### Designación
Este planeta menor lleva el nombre de Equeclo, un centauro de la mitología griega que fue asesinado por Ámpix durante la batalla contra los lápitas.
Equeclo es el segundo cometa, tras Quirón que es otro centauro, que fue nombrado como un asteroide.
Además de Quirón y Equeclo, existen otros tres objetos nombrados tanto como asteroides como cometas: (7968) Elst–Pizarro (133P/Elst–Pizarro), (4015) Wilson–Harrington (107P/Wilson–Harrington), y (118401) LINEAR (176P/LINEAR).

## Trozo de 2005
El 30 de diciembre de 2005, cuando distaba 13,1 UA del Sol, se observó que se desprendía un trozo bastante grande de Equeclo, causando una gran nube de polvo. Los astrónomos han especulado sobre si esta nube de polvo fue causada por un impacto o por una mezcla explosiva de sustancias volátiles.

## Estallido de 2011
Equeclo parece que tuvo una explosión nuevamente en junio de 2011 cuando estaba a 8,5 UA del Sol.

## Órbita
Equeclo alcanzará su perihelio en 2015.
Los Centauros tienen vidas dinámicas cortas debido a su fuerte interacción con los planetas gigantes. Se estima que Equeclo tiene una vida-media orbital de cerca de 610 kiloaños.